# Edelman
Edelman — американська консультаційна фірма зі зв'язків з громадськістю та маркетингу, заснована в 1952 році Деніелом Едельманом і названа на честь нього. Нині ним керує його син Річард Едельман. Станом на 2018 рік це найбільша компанія зі зв'язків з громадськістю у світі за обсягом доходів і 6000 співробітників.
Едельман має історію створення astroturf кампаній (здавалося б, масових груп, які є фронтом для промисловості) для своїх клієнтів. Компанія надала послуги для індустрії викопного палива, що включає заробіток сотень мільйонів доларів на захист від імені Американського інституту нафти, групи промисловості викопного палива, яка просуває заперечення зміни клімату та блокування кліматичного законодавства.

## Історія
Компанія Edelman Public Relations була заснована в Чикаго в 1952 році колишнім журналістом Деніелом Дж. Едельманом[4] як Daniel J. Edelman and Associates.[11] Компанія починала з трьох співробітників[12][13][14][15] і зросла до 25 облікових записів до 1960 року.[16]
Засновник Edelman, Даніель Едельман, вважається винаходом корпоративного медіа-туру за його роботу зі своїм попереднім роботодавцем, Toni Home Permanent Co. Він подорожував країною з «The Toni Twins», набором близнюків, де один використовував професійний салон і інший використовував домашні засоби догляду за волоссям Тоні.[4][11][17] Коли Едельман відкрив власну фірму, Тоні став першим клієнтом Едельмана.[18] За Тоні послідувала Sara Lee, невелика на той час компанія з виробництва чизкейку [19] [20] і виробник обладнання для боулінгу Brunswick Corporation [21].
Агентство відкрило офіс у Нью-Йорку в 1960 році. Після цього послідувала серія відкриттів офісів по всьому світу, що охоплювали сім десятиліть, включаючи Лондон (1967); Вашингтон, округ Колумбія (1968); Гонконг (1986); Кремнієва долина (1992); і Пекін (1994). У 2000-х роках компанія відкрила офіси в Калгарі, Дубаї, Південній Африці та Колумбії.[22][23][11]
Офіс у Нью-Йорку зріс з 1 мільйона доларів США до 20 мільйонів доларів доходу з 1979 року до кінця 1980-х років під керівництвом сина Даніеля Едельмана, Річарда Едельмана [24]. До 1981 року у Edelman було п'ять міжнародних офісів, а протягом наступного десятиліття було відкрито ще шість.[25] Деякі колишні співробітники та експерти галузі сказали, що його зосередженість на фінансовому зростанні призвела до високої плинності кадрів і проблем з обслуговуванням клієнтів, як результат.[24] Була також невдала спроба деяких співробітників відкрити власну фірму з деякими клієнтами Едельмана [18].
Річард Едельман був призначений глобальним генеральним директором однойменної фірми в 1996 році.[11] Він замінив свого батька Даніеля Дж. Едельмана, який залишався головою Edelman до своєї смерті в 2013 році у віці 92 років [26]. У 1990-х роках офіси були відкриті в Мексиці, Бразилії, Аргентині, Німеччині, Іспанії, Південній Кореї, Китаї та Бельгії. У Сполучених Штатах офіс у Кремнієвій долині був відкритий у 1992 році для обслуговування технологічних клієнтів, а в Сакраменто, Каліфорнія, у 1994 році. Він також відкрив офіси у Флориді, Джорджії та Вашингтоні.[25] Фірма зросла до 70 мільйонів доларів доходу до 1994 року.[24]
У 1995 році Edelman була першою фірмою зі зв'язків з громадськістю, яка мала веб-сайт і розпочала веб-проекти для своїх клієнтів.[25] На початку 2000-х років він зріс до 210 мільйонів доларів, причому близько 25 % доходів надходило з Європи.[25] У вересні 2010 року Едельман придбав х'юстонську фірму Vollmer public relations.[27]
З появою Edelman Internet Services у 1995 році Edelman стала першою фірмою зі зв'язків з громадськістю, яка запустила цифрову практику.[11]
Edelman Internet Services згодом перетвориться на Edelman Digital. А в 2018 році PRvoke Media визнала практику з понад 600 членами глобальною цифровою агенцією року.[28]
У 2012 році було відкрито офіс у Туреччині[29]. До 2012 року було створено підрозділ Edelman Digital із близько 600 співробітниками, і приблизно половина його роботи була пов'язана з соціальними мережами. У 2006 році вона придбала компанію зі зв'язків із технологічною громадськістю A&R.[30] У січні 2013 року компанія заснувала The Daniel J. Edelman China Group [31].
У 2012 році він представив підрозділ Business and Social Purpose.[32] Він також представив Індекс зв'язків із залученістю співробітників, який допомагає користувачам оцінювати залученість співробітників за допомогою даних, зібраних під час опитувань співробітників, розмов у соціальних мережах і відгуків відділів кадрів.[33]
Едельман запустив спільне підприємство з United Talent Agency у 2014 році, що призвело до формування підрозділу під назвою United Entertainment Group (UEG). UEG спеціалізується на розвагах, спорті та маркетингу стилю життя.